# Island i olympiska sommarspelen 1976
Island deltog i de olympiska sommarspelen 1976 i Montreal med en trupp bestående av tretton deltagare, men ingen av landets deltagare erövrade någon medalj.